# Tipus espectral
El tipus espectral és la manera de classificació dels estels usant la llei de desplaçament de Wien però això posa dificultats pels estels distants. L'espectroscòpia estel·lar ofereix una manera de classificar estels segons les seves línies d'absorció; algunes línies d'absorció particulars només es poden observar en cert interval de temperatures, ja que només en aquest rang els nivells atòmics que intervenen estan poblats. Un esquema primerenc (del s. XIX) classificava els estels de A - Q; i serien els orígens de la classificació espectral actual.
Les classificacions més modernes són:

## La classificació de Secchi
Durant les dècades de 1860 i 70, el pare Angelo Secchi, pioner en l'espectrografia estel·lar, va crear la classificació de Secchi per tal de classificar els espectres observats. El 1868, havia desenvolupat quatre classes d'estels:
- Classe I: estrelles blanques i blaves amb amples línies d'hidrogen (actual classe A)
- Classe II: estrelles grogues amb hidrogen menys fort, però amb línies metàl·liques evidents (actuals classes G i K)
- Classe III: estrelles taronges fins vermelles amb bandes espectrals complexes (actual classe M)
- Classe IV: estrelles vermelles amb bandes de carboni significatives i línies (estrelles de carboni)

El 1878, va afegir una cinquena classe:
- Classe V: línies d'emissió (ex Be, Bf, etc.)

Al final de la dècada de 1890, aquesta classificació va ser substituïda per la classificació de Harvard, la qual s'argumenta en aquest article.

## Classificació espectral de Harvard
L'esquema de classificació unidimensional (temperatura) de Harvard (basat en les forces de la línia d'hidrogen de Balmer) es va desenvolupar al Harvard College Observatory sobre el 1912 per Annie Jump Cannon i Edward C. Pickering. Les classes comunes estan normalment llistades partint de les més calentes fins a les més fredes (amb massa, radi i lluminositat comparada amb la del Sol) en la següent taula.
| Classe | Temperatura     | Color Convencional | Color aparent   | Massa (masses solars) | Radi (radis solars) | Lluminositat | Línies d'hidrogen | % de totes les Estrelles de la seqüència principal |
| ------ | --------------- | ------------------ | --------------- | --------------------- | ------------------- | ------------ | ----------------- | -------------------------------------------------- |
| O      | 30,000–60,000 K | blau               | blau            | 64 M☉                 | 16 R☉               | 1,400,000 L☉ | Feble             | ~0.00003%                                          |
| B      | 10,000–30,000 K | blau a blau blanc  | blau blanc      | 18 M☉                 | 7 R☉                | 20,000 L☉    | Mitjana           | 0,13%                                              |
| A      | 7,500–10,000 K  | blanc              | blanc           | 3.1 M☉                | 2.1 R☉              | 40 L☉        | Forta             | 0,6%                                               |
| F      | 6,000–7,500 K   | blanc groguenc     | blanc           | 1.7 M☉                | 1.4 R☉              | 6 L☉         | Mitjana           | 3%                                                 |
| G      | 5,000–6,000 K   | groc               | blanc groguenc  | 1.1 M☉                | 1.1 R☉              | 1.2 L☉       | Feble             | 7,6%                                               |
| K      | 3,500–5,000 K   | taronja            | taronja groc    | 0.8 M☉                | 0.9 R☉              | 0.4 L☉       | Molt feble        | 12,1%                                              |
| M      | 2,000–3,500 K   | vermell            | taronja vermell | 0.4 M☉                | 0.5 R☉              | 0.04 L☉      | Molt feble        | 76,45%                                             |

diagrama de Hertzsprung-Russell

La massa, el radi i la lluminositat llistades per a cada classe són apropiades només per a estrelles que es troben en la seqüència principal de les seves vides i, per tant, no són apropiades per a les gegants vermelles. El diagrama de Hertzsprung-Russell relaciona la classificació estel·lar amb la magnitud absoluta, la lluminositat i la temperatura superficial.
La raó de la disposició arbitrària de les lletres és històrica. Quan es va començar a mesurar l'espectre de les estrelles, es van adonar que les estrelles tenien línies espectrals d'hidrogen molt diferents, i per això les van classificar basant-se en la força de les línies d'hidrogen de les sèries de Balmer, de les més fortes A a les més febles Q. Altres línies de tipus neutre o ionitzat van agafar (H i K línies de calci, D línies de Sodi, etc.). Posteriorment es va trobar que algunes de les classes estaven duplicades i llavors van ser eliminades. Va ser molt posteriorment quan es va descobrir que la força de la línia d'hidrogen estava connectada amb la temperatura superficial de l'estel. El treball bàsic el van realitzar principalment Annie Jump Cannon, Henrietta Swan Leavitt i Antonia Maury, basant-se en un treball de Williamina Fleming del Harvard College Observatory. El 1920, el físic indi Megh Nad Saha va derivar una teoria d'ionització mitjançant l'extensió de les idees molt conegudes en química física pertanyent a la dissociació de molècules a la ionització d'atoms. Primerament aplicada a la cromosfera solar, posteriorment la va aplicar a l'espectre estel·lar. L'astrònoma de Harvard Cecilia Helena Payne va desmostrar que la seqüència espectral OBAFGKM és de fet una seqüència de temperatura.
Les classes espectrals se subdivideixen posteriorment amb nombres aràbics (0/9). Per exemple, A0 és la classe més calenta de les estrelles de classe A i A9 serien les més fredes. A causa del fet que la seqüència de classificació és anterior al fet de conèixer que hi ha una seqüència de temperatura, els valors precisos dels dígits es basen en estimacions (àmpliament subjectives) de les forces de les característiques d'absorció en els espectres estel·lars. Degut a aquest fet, les subclasses no estan dividides en cap tipus d'interval matemàticament representable. El Sol s'ha classificat com a G2.
Les estrelles O, B, i A s'anomenen a vegades erròniament de tipus primerenc, mentre les K i M són de tipus tardà. Aquest fet deriva dels models d'evolució estel·lar de principis del segle XX en els que les estrelles rebien l'energia per contracció gravitacional a través del mecanisme de Kelvin–Helmholtz en el qual les estrelles començaven les seves vides com a estrelles de tipus primerenc amb altíssimes temperatures, per anar refredant-se i evolucionar en estrelles de tipus tardà. Aquest mecanisme proporcionava edats al Sol bastant més petites de les que s'observaven, i va quedar obsolet amb el descobriment que les estrelles rebien energia a partir de la fusió nuclear. No obstant això, les nanes marrons, l'energia de les quals prové de tan sols l'atracció gravitacional, si que es refreden a mesura que envelleixen i, per tant, evolucionen a tipus espectrals posteriors. Si una nana marró comença la seva vida amb una alta massa i un tipus espectral M, anirà refredant-se passant per les classes espectrals L, T, i Y.

## Colors convencionals i aparents
Les descripcions dels colors convencionals són una tradició en astronomia, i representen els colors en referència a Vega, un estel que es pot percebre com a blanc a ull nu, però a l'augmentar-la es mostra com a blau. Les descripcions del color aparent es refereixen al que l'observador veuria si descrivís l'estel en un cel fosc sense cap aparell o amb binoculars. La taula de colors que s'usa, consta de D65 colors estàndard, que són els que es podrien veure si la llum de l'estel s'ampliés per omplir les àrees brillants no enlluernants. La major part de les estrelles del cel, excepció feta de les més brillants, semblen blanques o blanc-blavoses a l'ull nu perquè són massa febles per a mostra la gamma de colors.
El nostre propi Sol és blanc. Algunes vegades se l'anomena estel groc comparat espectroscòpicament amb Vega, i pot semblar groc o vermell (vist a través de l'atmosfera), o aparèixer blanc (vist quan és massa brillant per a percebre qualsevol altre color). Les imatges astronòmiques utilitzen sovint una varietat de colors exagerats (fundats parcialment en les condicions d'observació de la llum febles, i parcialment en convencions). Però el color intrínsec del nostre Sol és blanc (taques solars a banda), sense cap traça d'altre color, i molt aproximat a un cos negre de 5780 K (vegeu temperatura de color). Això és la conseqüència natural de l'evolució dels nostres sentits òptics: la corba de resposta que maximitza l'eficiència global contra la il·luminació farà percebre, per definició, el nostre Sol com a blanc. El nostre Sol és un estel de tipus G.

## Classificació espectral de Yerkes
La classificació espectral de Yerkes, també anomenada sistema MKK, degut a les inicials dels autors, és un sistema de classificació estel·lar espectral introduït el 1943 per William W. Morgen, Phillip C. Keenan i Edith Kellman de l'Observatori Yerkes.
Aquesta classificació es basa en la sensibilitat de les línies espectrals a la gravetat a la superfície estel·lar que està relacionada amb la lluminositat, oposada a la classificació de Harvard que es basa en la temperatura superficial.
Posteriorment, en 1953, després d'algunes revisions de la llista d'estrelles estàndard, i dels criteris de classificació, l'esquema es va anomenar MK (per les inicials de William Wilson Morgan i Phillip C. Keenan).
Donat que el radi d'un estel gegant és molt més gran que el d'un estel nan, mentre que les seves masses són comparables aproximadament, la gravetat i també la densitat i pressió del gas a la superfície d'un estel gegant és molt més petita que a una nana.
Aquestes diferències es manifesten en la forma defectes lluminosos que afecten a l'amplada i intensitat espectral de línies que llavors es poden mesurar. Els estels més densos amb gravetats superficials més altes exhibiran línies espectrals amb una amplitud de pressions més gran.
Es distingeixen Sis classes diferents de lluminositat:
- I supergegants
  - Ia-0 (hipergegants o supergegants extremadament lluminosos (una addició posterior), Exemple: Eta Carinae (espectre peculiar)
  - Ia (supergegants lluminosos), Exemple: Deneb (l'espectre és A2Ia)
  - Iab (supergegants lluminosos intermedis)
  - Ib (supergegants menys lluminosos), Exemple: Betelgeuse (l'espectre és M2Ib)
- II gegants brillants
  - IIa, Exemple β Scuti (HD 173764) (l'espectre és G4 IIa)
  - IIab Exemple: HR 8752 (l'espectre és G0Iab:)
  - IIb, Exemple: HR 6902 (l'espectre és G9 IIb)
- III gegants normals
  - IIIa, Exemple: ρ Persei (l'espectre és M4 IIIa)
  - IIIab Exemple: δ Reticuli (l'espectre és M2 IIIab)
  - IIIb, Exemple: Pollux (l'espectre és K2 IIIb)
- IV subgegants
  - IVa, Exemple: ε Reticuli (l'espectre és K1-2 IVa-III)
  - IVb, Exemple: HR 672 A (l'espectre és G0.5 IVb)
- V seqüència principal estels (nans)
  - Va, Exemple: AD Leonis (l'espectre és M4Vae)
  - Vb, Exemple: 85 Pegasi A (sl'espectre és G5 Vb)
- VI subnans (molt poc usats)
- VII nans blancs (molt poc usats)

També es permeten casos marginals; per exemple un estel classificat com a Ia0-Ia podria ser un supergegant molt lluminós, tendint a hipergegant. El tipus espectral de l'estel no és un factor.
| Símbols marginals | Exemple  | Explicació                                            |
| ----------------- | -------- | ----------------------------------------------------- |
| -                 | G2 I-II  | L'estel es troba entre supergegant i gegant brillant. |
| +                 | O9.5 Ia+ | L'estel és un hipergegant                             |
| /                 | M2 IV/V  | L'estel o és un subgegant o un estel nan.             |

## Tipus espectrals segons la temperatura superficial
La següent il·lustració representa classes estel·lars amb colors molt propers als percebuts per l'ull humà. Les mides relacionades són per a les estrelles de la seqüència principal o estrelles nanes.
- O: 30.000 – 60.000 K Estels Blaus

La classificació espectral de Morgan-Keenan

- B: 10.000 – 30.000 K Estels Blaus-Blancs
- A: 7.500 – 10.000 K Estels Blancs
- F: 6.000 – 7.500 K Estels Grocs-blancs
- G: 5.000 – 6.000 K Estels Grocs (com el Sol)
- K: 3.500 – 5000K Estels Grocs-taronges
- M: 2000_3,500 K Estels vermells

Una regla mnemotècnica en anglès per a recordar l'ordre és: 'Oh Be A Fine Girl /Guy, Kiss Me ("sigues bona noia/noi, fes-me un petó").

### Classe O

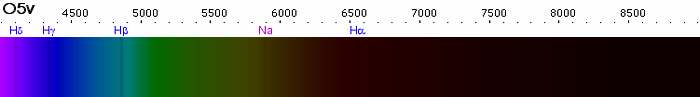
espectre d'un estel de tipus O5v

Els estels de Classe O són molt calents i brillants, i de color blavós; de fet la major part de la seva radiació és en ultraviolat. Es tracta de les estrelles més rares de les de la seqüència principal, constituint tan sols 1 dels 3.000.000 del veïnatge solar. (Aquestes proporcions són fraccions d'estrelles més brillants que la magnitud absoluta 16; abaixant aquest límit proporcionarà tipus primerencs encara més rars que generalment s'afegeixen només a la classe M). Les estrelles de classe O brillen un milió de vegades més que el nostre Sol. Aquestes estrelles tenen línies d'absorció dominants i algunes vegades emissions de línies d'he II, Si IV ionitzat, O III, N III, C III i Heli neutre, enfortint-se des de l'O5 a o9, i Línies de Balmer d'hidrogen prominents, encara que no tan fortes com en els tipus posteriors. Com que són tan enormes, les estrelles de classe O cremen el seu hidrogen molt ràpidament, i són les primeres estrelles a deixar la seqüència principal. Observacions acabades de fer pel telescopi espacial Spitzer indiquen que no existeix formació planetària al voltant d'altres estrelles pròximes a una estrella de classe O degut a l'efecte de fotoevaporació.
Exemples: Zeta Orionis, Zeta Puppis, Lambda Orionis, Delta Orionis

### Classe B

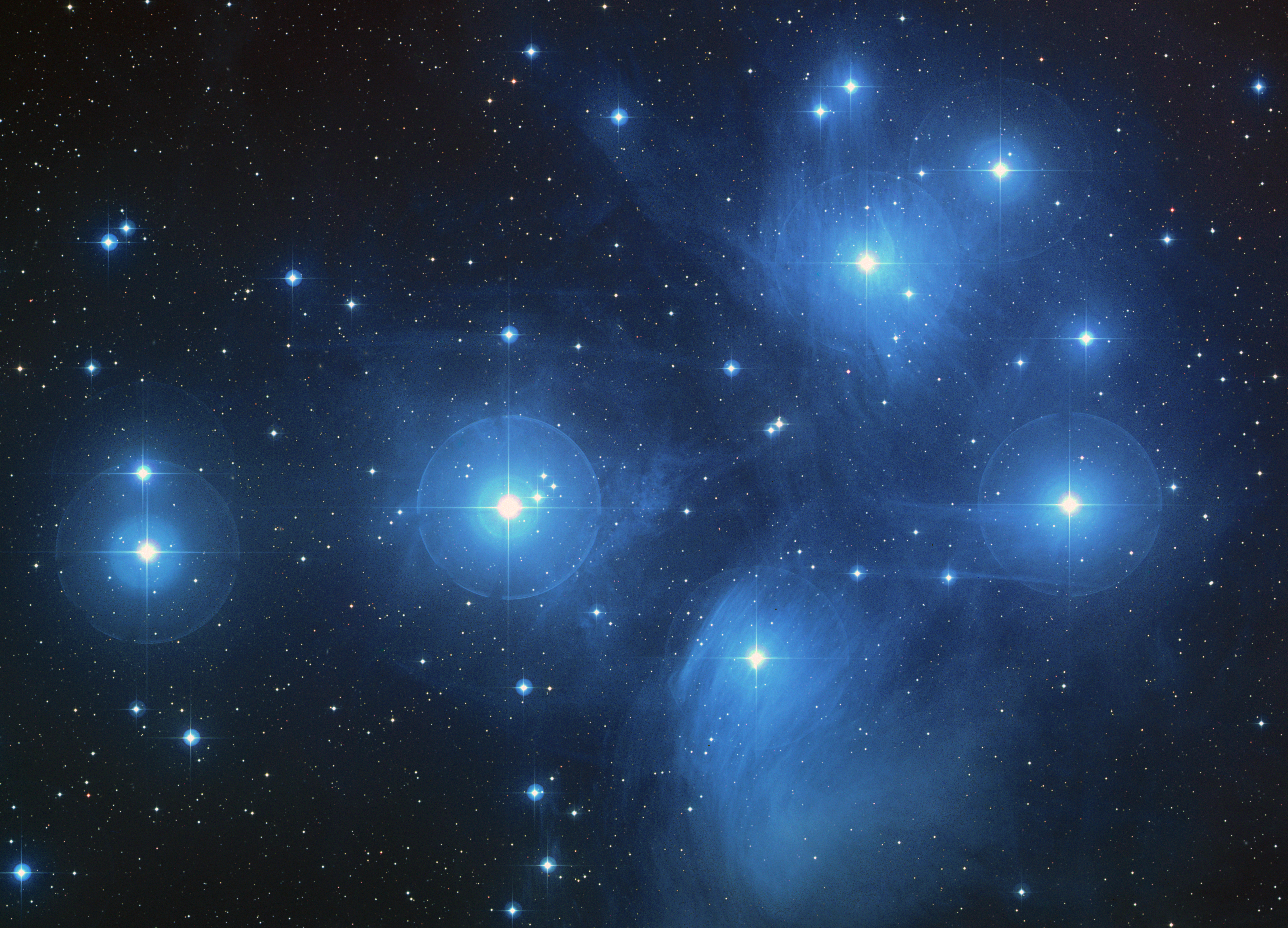
Les Plèiades formen un cúmul obert amb moltes estrelles de classe B

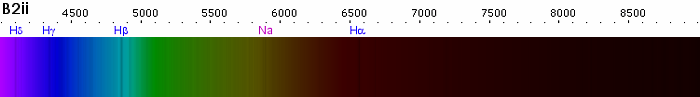
Espectre d'un estel de tipus B2ii

Les estrelles de classe B són extremadament lluminoses i de color blau. El seu espectre conté heli neutre, molt més prominent en la subclasse B2, i línies d'hidrogen moderades. Les línies de metall ionitzat inclouen Mg II i SiII. Les estrelles O i B són tan poderoses energèticament que la seva vida és molt curta i, per tant, no s'allunyen gaire de l'àrea on es van formar. Aquestes estrelles tendeixen a ajuntar-se en les anomenades associacions OB, les quals s'associen a núvols moleculars gegants. L'associació estel·lar OB1 d'Orió ocupa una gran porció d'un braç espiral de la nostra galàxia i conté moltes de les estrelles més brillants de la constel·lació d'Orió. Constitueixen sobre 1 entre 800 les principals estrelles de la seqüència principal en les proximitats del sistema solar. —rares, però molt més comunes que les de la classe O.
Exemples: Rigel, Spica, les més brillants de les Plèiades

### Classe A

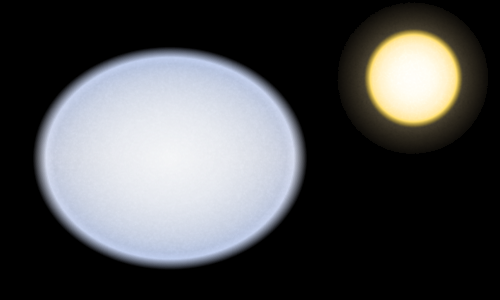
L'estel Vega de classe A (esquerra) comparat amb el Sol (dreta).

Les estrelles de la classe A són les estrelles més comunes de les que es poden veure a ull nu, són blanques o blanc-blavoses. Tenen fortes línies d'hidrogen, fins al màxim AO, i també línies de metalls ionitzat (Fe II, Mg II, Si II) fins a un màxim A5. La presència de línies de ca II es reforça notablement en aquest punt. Comprenen 1 de cada 160 estrelles de la seqüència principal en les proximitats del sistema solar.:Exemples: Vega, Sirius, Deneb

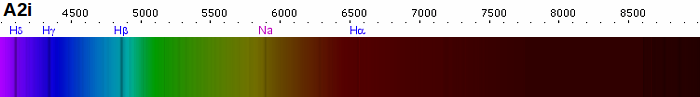
Espectre d'un estel de tipus A2i

### Classe F
Les estrelles de classe F tenen fortes línies H and K de Ca II. En les F tardanes els metalls neutres (Fe I, Cr I) comencen a guanyar el línies de metall ionitzat. El seu espectre es caracteritza per la feblesa de les línies d'hidrogen i metalls ionitzats. El seu color és blanc amb un petit matís groguenc. Representen un 1 de 33 de les estrelles de la seqüència principal en les proximitats del Sol.

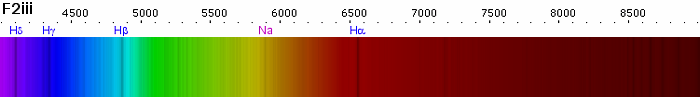
Espectre d'un estel de tipus F2iii

Exemples: Arrakis, Canopus, Proció

### Classe G

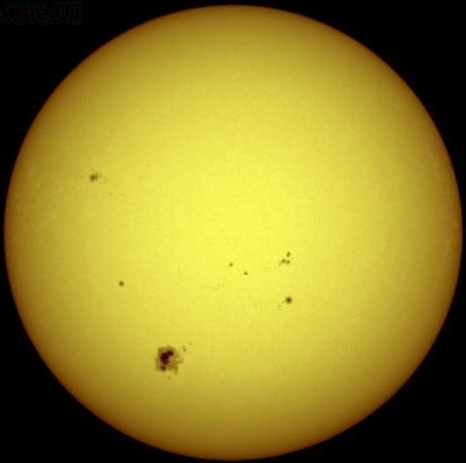
El Sol és una estrella de classe G. La zona fosca que es veu al nord-oest del pol sud és una taca solar.

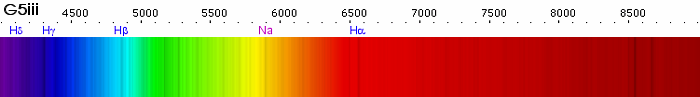
Espectre d'un estel de tipus G5iii

Els estels de classe G són probablement els que millor es coneixen, ja que el nostre Sol és d'aquesta classe. Tenen línies d'hidrogen encara més febles que els F però al costat de metalls ionitzats, també tenen metalls neutrals. Els estels Supergegants sovint oscil·len entre O o B (blau) i K o M (vermell). Quan fan això, no estan gaire temps a la classificació G, ja que aquest és un punt extremadament inestable per a una supergegant. Els estels de tipus G suposen 1 entre 13 estels de la seqüència principal en les proximitats del Sol
Exemples: Sol, Alpha Centauri, Capella, Tau Ceti

### Classe K

Comparació entre l'estrella Arcturus de classe K, Antares de classe M i el Sol.

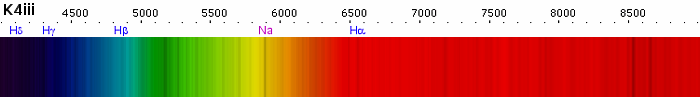
Espectre d'un estel de tipus k4iii

La classe K és lleugerament més freda que el Sol, són estels ataronjats. Alguns estels K són gegants i supergegants, com Antares quan altres com Alpha Centauri B són estels de seqüència principal. Tenen línies d'hidrogen extremadament febles, si és que estan presents, i principalment metalls neutrals (Mn I, Fe I, Si I). Hi ha presència de bandes moleculars d'òxid de titani. Aquests estels suposen 1 entre 8 estels de la seqüència principal en les proximitats del Sol.
Exemples: Alpha Centauri B, Epsilon Eridani, Arcturus, Aldebaran

### Classe M

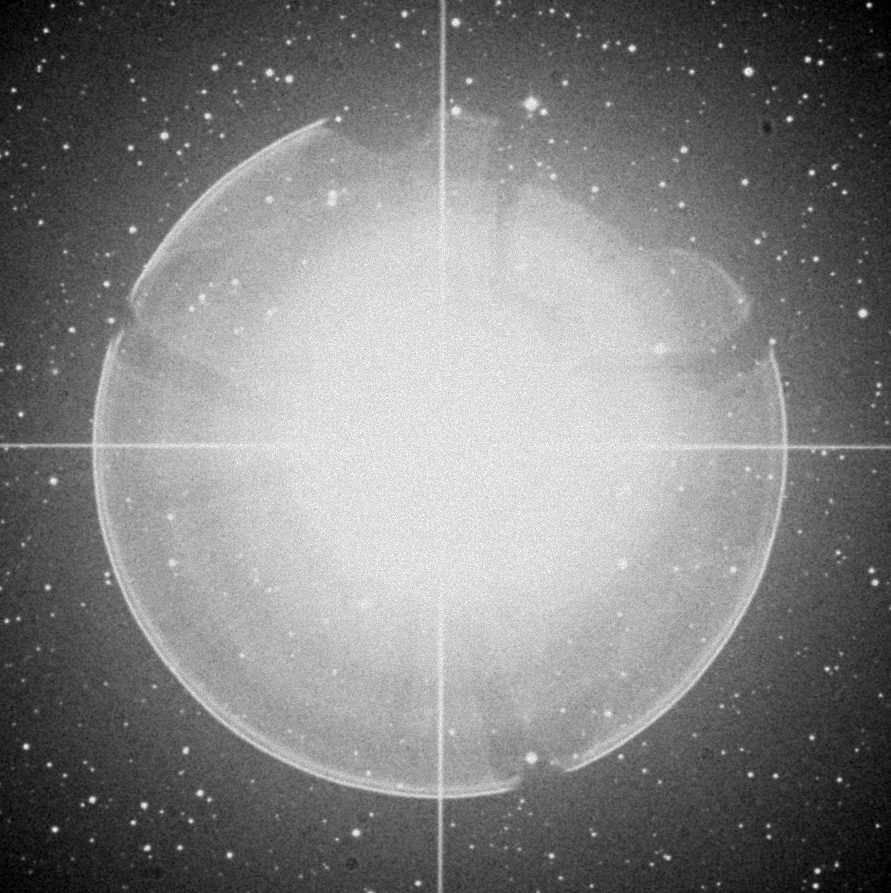
Betelgeuse és un supergegant vermell, una de les estrelles més grans conegudes. Imatge del telescopi espacial Hubble..

La classe M és de molt la classe més comuna si mires el nombre d'estels. Totes les nanes vermelles van aquí i n'hi ha moltes, més del 75% dels estels són nanes vermelles, com Proxima Centauri. M també inclou la majoria de les gegants i algunes supergegants com Arcturus i Betelgeuse, també les variables de Mira. L'espectre d'un estel M mostra línies pertanyents a molècules i metalls neutrals però l'hidrogen està absent normalment. l'òxid de Titani pot ser fort als estels M. En els estels M tardans hi ha bandes d'òxid de vanadi.
Exemple: Betelgeuse (supergegant)
Exemples: Proxima Centauri, estrella de Barnard, Gliese 581 (nan vermell)
Exemple: LEHPM 2-59 (subnan)
Examples: Teide 1 (nan marró, GSC 08047-00232 B (nan marró company)

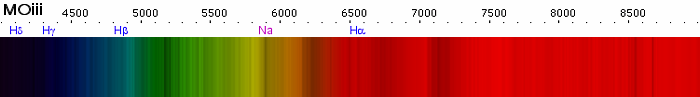
Espectre d'un estel de tipus M0iii

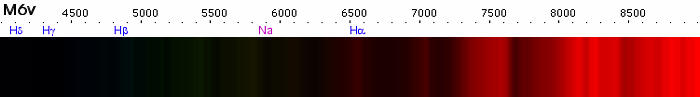
Espectre d'un estel de tipus M6v

Més recentment, la classificació es va estendre a O B A F G K M L T, on L i T són estels extremadament freds o nanes marrons.

## Nous tipus espectrals
Recentment la classificació ha estat estesa amb nous tipus espectrals resultant en la seqüència W O B A F G K M L T i R N C S on W són estrelles de Wolf-Rayet, L i T representen estrelles extremadament fredes i de poca massa del tipus de les nanes marrons i R, N, C i S que són utilitzades per a classificar estrelles riques en carboni.

### Classes d'estrelles d'emissió blaves i calentes
L'espectre d'alguns estels molt calents i blavosos exhibeixen línies d'emissió de carboni o nitrogen, o algunes vegades d'oxigen.

#### Classe W:Estrella de Wolf-Rayet
La classe W o WR representa els estels superlluminosos de Wolf-Rayet, molt inusuals, ja que tenen principalment heli en la seva atmosfera en comptes d'hidrogen. Es creu que són estrelles supergegants agonitzants que han ejectat la seva capa d'hidrogen amb el vent estel·lar calent causat per les seves altes temperatures, exposant la seva capa d'heli calent. La classe W se subdivideix en les subclasses WC (WCE tipus primerenc, WCL tipus tardà), WN (WNE tipus primerenc, WNL tipus tardà), i WO pel domini de carboni, nitrogen o oxigen en el seu espectre d'emissió (i capes externes).
- W: fins a 70,000 K

Exemple: Gamma Velorum A (WC)
Exemple: WR124 (WN)
Exemple: WR93B (WO)

#### Classes OC, ON, BC, BN: estels O i B amb relació amb Wolf-Rayet
Són intermèdies entre les autèntiques Wolf-Rayet i les estrelles calentes de classe O i B primerenca, hi ha estrelles OC, ON, BC i BN. Sembla que constitueixen un curt continu des de les estrelles de Wolf-Rayet fins a les ordinàries OB.
Exemple: HD 152249 (OC)
Exemple: HD 105056 (ON)
Exemple: HD 2905 (BC)
Exemple: HD 163181 (BN)

#### La "classe" OB
L'espectre OB no és de fet un espectre, sinó un marcador que significa que l'espectre d'aquest estel és desconegut, però pertany a una associació OB, probablement o un estel classe O o classe B, o potser un de classe A.

### Classe de nans marrons i vermells freds
Els nous tipus espectrals L i T es van crear per a classificar l'espectre infraroig d'estels freds i nans marrons que eren molt febles en l'espectre visual. L'hipotètic tipus espectral Y s'ha reservat per a objectes més freds que nans T que tenen un espectre qualitativament diferent de nans T.

#### Classe L

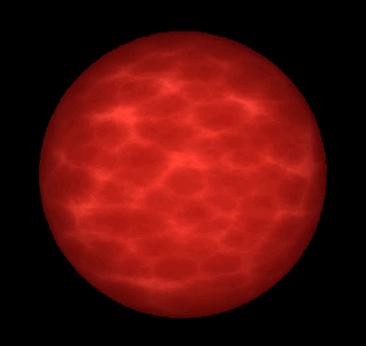
Visió artística d'un nan L

Els estels nans de classe L reben aquest nom a causa del fet que són més freds que els estels M i la lletra L és l'alfabèticament més propera. L no significa estel nan de liti; un gran part d'aquests estels no tenen liti en el seu espectre. Alguns d'aquests objectes tenen prou massa com per a suportar la fusió d'hidrogen, però d'altres són de massa subestel·lar i no poden, per tant aquests objectes s'anomenen col·lectivament nans L, i no estels L. Són de color vermell fosc i molt brillants a l'infraroig. La seva atmosfera és prou freda per permetre que metalls hídrids i metalls alcalins siguin prominent en els seus espectres. Els estels de tipus L mai no formen un ambient aïllat. És possible que aquestes supergegants tipus L formin col·lisons, un exemple és V838 Monocerotis.
- L: 1,300–2,000 K, nans (alguns estel·lars, altres subestel·lars) amb metalls hídrids i alcalins prominents en els seus espectres.

Exemple: VW Hyi
Exemple: 2MASSW J0746425+2000321 binary
Component A és un estel nan L
Component B és un estel nan L
Example: V838 Monocerotis (supergegant)

#### Classe T: nans de metà

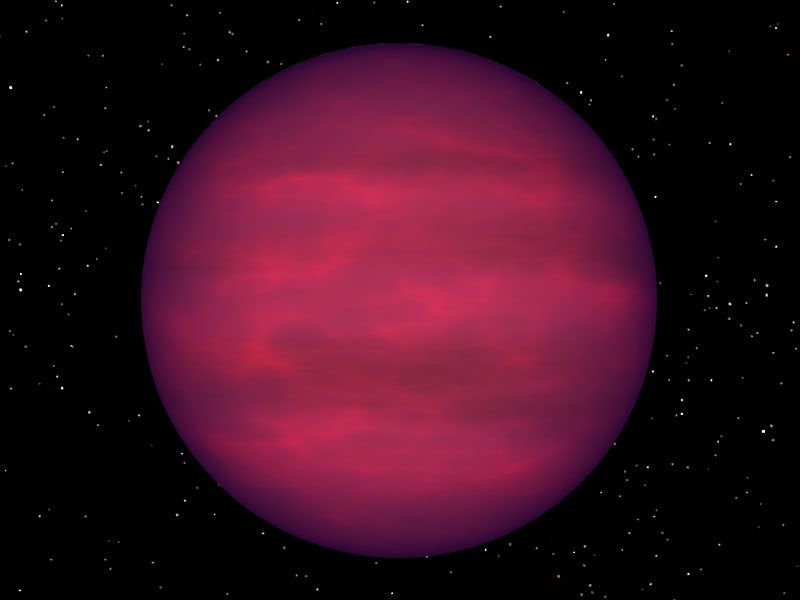
Visió artística d'un nan T

La classe de nans T són nans marrons freds amb temperatures que oscil·len entre els 700 i el 1.300 K. Són estrelles tan petites que gairebé no es poden considerar estrelles i altres són subestel·lars, essent de la varietat nana marró. Són negres i no emeten llum visible (o gairebé no), però emeten més en infraroig. La temperatura de la seva superfície és un contrast comparada amb els 50.000 °C o més de les estrelles O, essent d'uns 700 graus Celsius. Es poden formar molècules complexes, com evidencien les fortes línies de metà del seu espectre.
- T: ~700-1,300 K, estels nans marrons més freds amb metà al seu espectre.

Exemples: SIMP 0136 (L'estel nan T més brillant descobert a l'hemisferi nord)
Exemples: Epsilon Indi Ba & Epsilon Indi Bb
T i L podrien ser més comuns que la resta de classes combinades, si les investigacions recents són exactes. La seva vida és molt llarga de manera que cap estrella per sota de 0.8 masses solars ha mort a la història de la galàxia; així, aquestes petites estrelles s'acumulen amb el temps. De l'estudi del nombre de discs protoplanetaris i després el nombre d'estrelles de la galàxia, se'n desprèn que el seu nombre pot ser més gran del que actualment coneixem. Hi ha la teoria que aquests discs protoplanetaris viuen una cursa per a formar una protoestrella; el primer a aconseguir-ho pertorbarà la resta de discs, disgregant el seu gas i acabarà convertint-se en un estel de seqüència principal o en un nan marró de classe L o T, però força invisible per a nosaltres. Degut al fet que tenen una gran longevitat, la seva presència pot ser molt nombrosa.

#### Classe Y
Els estels nans de classe Y s'espera que siguin molt més freds que els nans T. Se n'han fet models, encara que no existeix encara una seqüència espectral ben definida en els prototips. Al març de 2008, es descobrí un estel nan marró de 620 kelvin anomenat CFBDS J005910.90-011401.3,que mostrava una àmplia absorció d'amoníac prop de l'infraroig. Es pensa que podria ser el primer prototip de nan Y0.
- Y: < 700 K, nan marró ultra fred (teòric)

També s'usen ocasionalment les classificacions estel·lars R, N i S. Les R i N són estels de carbó (és a dir, gegants) que són parelles al sistema de classificació normal que va de mig G al final de M. S'han agrupat recentment dins un classificador de carbó unificat C.
En realitat la relació entre aquests estels i la seqüència principal tradicional suggereix abundància de carbó i explorada completament afegiria una altra dimensió al sistema de classificació estel·lar.

### Classes d'estels gegants amb relació amb el carboni
Els estels relacionats amb el carboni són aquells estels en els quals l'espectre indica la producció de carboni per la fusió triple-alfa de l'heli. Amb l'increment de l'abundància del carboni, i la producció d'alguns elements pesants en processos S paral·lels, l'espectre d'aquests estels desvia de l'espectre tardà usual de les classe G, K i M.

#### Classe C: estels de carboni
Aquest tipus d'estels es van classificar originàriament com a estels R i N. Es tracta d'estels gegants vermells, prop del final de les seves vides, en els que hi ha un excés de carboni en la seva atmosfera. Les antigues classes R i N van paral·leles al sistema de classificació normal des de G mitjans a M tardans. Recentment s'han reagrupat en una classe unificada anomenada C. Un altre subgrup d'estels de carboni freds són els estels tipus J, que es caracteritzen per la forta presència de molècules de 13CN a més de les12CN. També es coneixen uns pocs estels de carboni nans (de la seqüència principal), tot i que la majoria dels estels de carboni són gegants o supergegants.
- C: estels de carboni, ex. R CMi
  - C-R: Una antiga classe que representava els estels de carboni equivalents dels G tardans als K primerencs. Exemple: S Camelopardalis
  - C-N: Una antiga classe que representava els estels de carboni equivalents al K tardans i els estels M. Exemple: R Leporis
  - C-J: Un subtipus d'estel fred C amb un contingut alt de 13C. Exemple: Y Canum Venaticorum
  - C-H: Població II anàlegs als estels C-R. Exemples: V Ari, TT CVn[25]
  - C-Hd: Estels de carboni amb hidrogen deficient, similars a les tardanes G supergegants amb bandes afegides de CH i C₂. Exemple: HD 137613

#### Classe S
Els estels de classe S tenen línies d'òxid de zirconi a més de (o alguna vegades en comptes de) les d'òxid de titani, i es troben entre els estels de classe M i els estels de carboni. i. Els estels S tenen un excés de zirconi i altres elements produïts pel procés S, i tenen l'abundància de carboni i oxigen properes a la dels estels de classe M. El carboni i l'oxigen es troba quasi completament en forma de molècules de monòxid de carboni en estels de composició normal, carboni residual en estels de carboni (disponible per a formar molècules de carboni diatòmic), i res residual a estels S. La relació entre aquests estels i els estels M ordinaris indica un continu en l'abundància de carboni. Com els estels de carboni, els estels S són majoritàriament gegants o supergegants.
Exemples: S Ursae Majoris, HR 1105

#### Classes MS SC: classes intermediàries amb relació amb el carboni
Entre les classes M i S, hi ha unes estrelles que s'anomenen MS. De manera similar a les que es troben entre la classe S i la classe C-N que s'anomenen SC o CS. La seqüència M → MS → S → SC → C-N podria ser una seqüència creixent d'abundància de carboni amb l'edat per a estrelles de carboni en la branca asimptòtica de les gegants.
Exemples: R Serpentis, ST Monocerotis (MS)
Exemples: CY Cygni, BH Crucis (SC)

### Classificacions de les nanes blanques

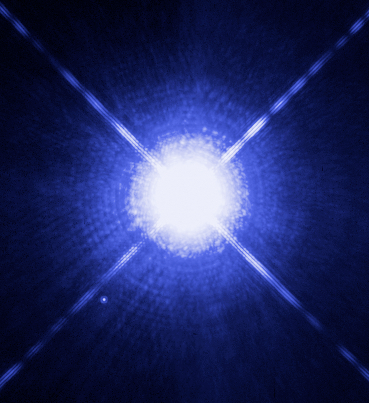
Sirius A i B (una nana blanca de tipus DA2) en una imatge del Telescopi espacial Hubble

La classe D (de degenerat) és la classificació moderna usada per a les estrelles nanes blanques, estrelles de baixa massa que ja no presenten fusió nuclear i s'han encongit fins a una mida planetària, refredant-se a poc a poc. La classe D es divideix alhora en els tipus espectrals DA, DB, DC, DO, DQ, DX, i DZ. Aquestes lletres no estan relacionades amb les lletres utilitzades en la classificació d'altres estrelles, sinó que indiquen la composició de la capa exterior o l'atmosfera visible de la nana blanca.
Exemples: Sirius B (DA2), Proció B (DA4), Estrella de Van Maanen (DZ7), Taula 1
Els tipus de nanes blanques són els següents:
- DA: amb atmosfera o capa exterior rica en hidrogen, indicat per les fortes línies espectrals d'hidrogen Balmer.
- DB: amb atmosfera rica en heli, indicat per les línies espectrals de l'heli neutre, He I.
- DO: amb atmosfera rica en heli, indicat per les línies espectrals d'heli ionitzat, He II.
- DQ: amb atmosfera rica en carboni, indicat per les línies de carboni molecular o atòmic.
- DZ: amb atmosfera rica en metalls, indicat per les línies espectrals de metalls.
- DC: cap línia espectral forta indicada per les categories superiors.
- DX: Línies espectrals insuficientment clares per classificar-les en les categories superiors.

El tipus ve seguit d'un nombre que indica la temperatura superficial de la nana blanca. Aquest nombre s'arrodoneix de 50400/Tef, on Tef és la temperatura efectiva de la superfície, mesurada en kèlvins. Originàriament, aquest nombre havia estat arrodonit per un dígit de l'1 al 9, però recentment s'han començat a utilitzar valors fraccionaris, així com per sota d'1i per sobre de 9.
També es pot utilitzar un o dos tipus de lletres per a indicar que una nana blanca presenta més d'una de les característiques espectrals abans mencionades. També s'utilitza la lletra V per indicat un estel nan blanc variable.
Tipus espectrals estesos d'estels nans blancs:
- DAB: un nan blanc ric en hidrogen i heli amb línies d'heli neutre.
- DAO: un nan blanc ric en hidrogen i heli amb línies d'heli ionitzat.
- DAZ: un nan blanc metàl·lic ric en hidrogen.
- DBZ: un nan blanc metàl·lic rica en heli.

designacions dels estels variables:
- DAV o ZZ Ceti: un estel nan blanc polsant ric en hidrogen.[30], p. 891, 895
- DBV o V777 Her: estel nan blanc polsant ric en heli.[31], p. 3525
- GW Vir, DOV o PNNV: estel calent nan blanc pulsant ric en heli (o pre-nan blanc.)[32], §1.1, 1.2;[33][34]

### Tipus espectrals no estel·lars: Classes P i Q
Finalment, les classes P i Q s'usen ocasionalment per a certs objectes no estel·lars. Els objectes tipus P són nebuloses planetàries i els tipus Q són noves.

## Pecularietats espectrals
Una nomenclatura addicional, en forma de lletres minúscules, pot seguir el tipus espectral per indicar una característica peculiar de l'espectre.
| Code  | Pecularietats espectral dels estels                                                    |
| ----- | -------------------------------------------------------------------------------------- |
| :     | Mescla i/o valor espectral incert                                                      |
| …     | No existeixen peculiaritats espectrals descrites                                       |
| !     | Peculiaritat especial                                                                  |
| comp  | Espectre compost                                                                       |
| e     | Línies d'emissió presents                                                              |
| [e]   | Línies d'emissió "prohibides" presents                                                 |
| er    | Centre de línies d'emissió "invertit" més febles que les vores                         |
| ep    | Línies d'emissió amb peculiaritats                                                     |
| eq    | Línies d'emissió amb perfil P Cygni                                                    |
| ev    | Emissió espectral que exhibeix variabilitat                                            |
| f     | Emissió NIII i HeII                                                                    |
| f+    | Emissió addicional Si IV a emissió HeII i NIII                                         |
| f*    | Emissió NIV més forta que emissió NIII                                                 |
| (f)   | Línies d'emissió de He febles                                                          |
| ((f)) | Nohi ha emissió de He                                                                  |
| He wk | Línies He febles                                                                       |
| k     | Epectres amb característiques d'absorció estel·lar                                     |
| m     | Característiques metàl·liques reforçades                                               |
| n     | Àmplia absorció ("difusa") a causa del gir                                             |
| nn    | Característiques d'absorció molt àmplies a causa del gir molt ràpid                    |
| neb   | Un espectre de nebulosa mesclat                                                        |
| p     | Peculiaritat no especificada, estel peculiar.                                          |
| pq    | Espectre peculiar, similar a l'espectre de les noves                                   |
| q     | Presència d'un desplaçament cap al vermell o blau                                      |
| s     | Línies d'absorció estretament agudes                                                   |
| ss    | Línies molt estretes                                                                   |
| sh    | Estrella amb embolcall Shell star                                                      |
| v     | Característica espectral variable (also "var")                                         |
| w     | Línies febles (també "wl" & "wk")                                                      |
| d Del | Gegants tipus A i F amb línies febles H i K de calci, com al prototip Delta Delphini   |
| d Sct | Estrelles de tipus espetral A i F similars a les variables de període curt Delta Scuti |
| Code  | Si l'espectre mostra característiques metàl·liques millorades                          |
| Ba    | Bari anormalment fort                                                                  |
| Ca    | Calci anormalment fort                                                                 |
| Cr    | Crom anormalment fort                                                                  |
| Eu    | Europi anormalment fort                                                                |
| He    | Heli anormalment fort                                                                  |
| Hg    | Mercuri anormalment fort                                                               |
| Mn    | Manganès anormalment fort                                                              |
| Si    | Silici anormalment fort                                                                |
| Sr    | Estronci anormalment fort                                                              |
| Code  | Particularitats espectrals per les nanes blanques                                      |
| :     | Classificació incerta                                                                  |
| P     | Nana blanca magnètica amb polarització detectable                                      |
| E     | Línies d'emissió presents                                                              |
| H     | Nana blanca magnètica sense polarització detectable                                    |
| V     | Variable                                                                               |
| PEC   | Existeixen peculiaritats espectral                                                     |

Per exemple, Èpsilon Ursae Majoris es troba al llistat com de tipus espectral A0pCr, indicant una classificació A0 amb unes línies d'emissió fortes de l'element crom. Hi ha algunes classes comunes d'estrelles peculiars químicament, on les línies espectrals d'un cert nomgre d'elements apareixen anormalment fortes.

## Classificació fotomètrica
Els estels es poden classificar també usant dades fotomètriques de qualsevol sistema fotomètric. Per exemple, es poden calibratar els diagrames d'índex de color de U−B and B−V en el sistema fotomètric UBV segons la classe espectral i la lluminositat. No obstant, aquest calibratge no és senzilla, ja que molts efectes se superposant en aquests diagrames enrogiment interestel·lar, el color canvia a causa de la metal·licitat, i la mescla de la llum d'estrelles binàries i estrelles múltiples
Els sistemes fotomètrics amb més colors i bandes de pas més estretes permetne una classificació estel·lar i, per tant, determinar de forma més precisa paràmetres físics.